# Nottingham Forest F.C.
Nottingham Forest Football Club je angleški nogometni klub iz Nottinghama. Ustanovljen je bil leta 1865 in trenutno igra v 1. angleški nogometni ligi imenovani Premier League. V grbu nogometnega kluba je lev. Njegov domači stadion je City Ground, barvi dresov pa sta rdeča in bela. Največji uspeh Nottinghama je osvojitev Lige prvakov v sezonah 1978/79 in 1979/80. Poleg tega pa je bil še angleški prvak v letu 1978 ter podprvak v letih 1967 in 1979 ter osvojitelj angleškega ligaškega pokala v letih 1978, 1979, 1989 in 1990. Nottingham Forest je edini klub, ki je bil večkrat evropski prvak, kot pa nacionalni prvak.

## Rivalstvo
S svojim mestnim rivalom, Notts Countyjem drži najstarejši derbi na svetu.